# على سيد درويش
علي سيد درويش (10 أبريل 1977 - 2 يناير 2001) هو دراج إماراتي. شارك في سباق الطريق الفردي للرجال في الألعاب الأولمبية الصيفية لعام 1996. توفي في حادث سيارة أثناء ركوبه للدراجة في دبي.